# Гу Бинфэн
Гу Бинфэн (кит. трад. 谷丙凤; род. 25 января 1994) — китайская хоккеистка на траве, полевой игрок. Участница летних Олимпийских игр 2020 года, бронзовый призёр летних Азиатских игр 2018 года.

## Биография
Гу Бинфэн родилась 25 января 1994 года.
В 2015 году в составе юниорской женской сборной Китая по хоккею на траве завоевала золотую медаль чемпионата Азии. Забила 11 мячей, став лучшим снайпером турнира.
В 2018 году в составе женской сборной Китая участвовала в чемпионате мира в Лондоне, где китаянки заняли 16-е место. Мячей не забивала.
В том же году завоевала бронзовую медаль хоккейного турнира летних Азиатских игр в Джакарте и Палембанге. Забила 13 мячей, став лучшим снайпером турнира.
В 2019 году выступала в Про Лиге, где китаянки заняли 7-е место. Забила 4 мяча.
В 2021 году вошла в состав женской сборной Китая по хоккею на траве на летних Олимпийских играх в Токио, занявшей 9-е место. Играла в поле, провела 5 матчей, забила 2 мяча в ворота сборной Японии.